# Cratere Yellowknife
Yellowknife  è un cratere sulla superficie di Marte. Prende il nome da Yellowknife, una città canadese.